# Dorfkirche Horba

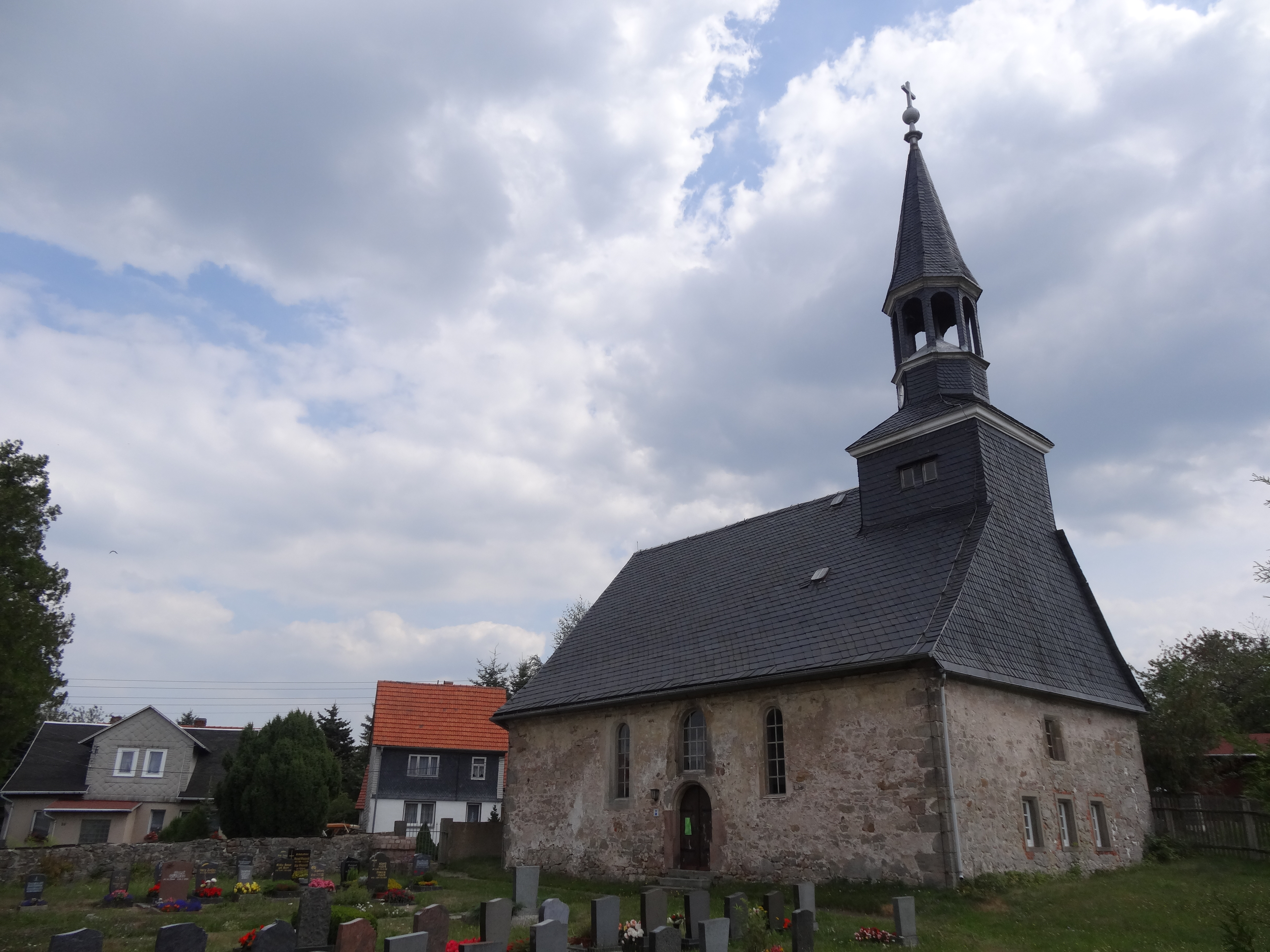
Die Kirche in Horba

Die evangelische Dorfkirche Horba steht im Ortsteil Horba der Kleinstadt Königsee auf einem einst gerodeten Hochplateau des Thüringer Waldes im Landkreis Saalfeld-Rudolstadt in Thüringen.

## Geschichte
Die Dorfkirche in Horba ist im Zeitraum zwischen 1667 und 1668 errichtet worden. Es konnte nicht ermittelt werden, ob es eine Vorgängerin gab.
Im Jahre 1968 wurde diese Dorfkirche ausgiebig restauriert. Sie steht mit Ausstattung und dem Friedhof sowie mit Einfriedung und dem Denkmal der gefallenen Soldaten auf der Liste der Kulturdenkmale in Königsee.
In der Kirche gibt es zwei Glocken, eine von 1668 und eine aus der Zeit nach dem Zweiten Weltkrieg. Der Taufstein stammt aus dem 16. Jahrhundert und wurde aus Kalkstein gefertigt. Der Altar wurde in der ersten Hälfte des 17. Jahrhunderts geschaffen, der Kanzelaltar stammt ebenfalls aus dieser Zeit. Die 1815 erbaute Orgel ist das Erstlingswerk des Orgelbauers Johann Friedrich Schulze aus Paulinzella.
Die Dorfkirche gehört heute zum Pfarrbereich Königsee im Kirchenkreis Rudolstadt-Saalfeld der Evangelischen Kirche in Mitteldeutschland.